# Phytoliriomyza montana
Phytoliriomyza montana är en tvåvingeart som beskrevs av Frick 1953. Phytoliriomyza montana ingår i släktet Phytoliriomyza och familjen minerarflugor. Inga underarter finns listade i Catalogue of Life.